# Campeonato Português de Hóquei em Patins Feminino de 2024–25
O Campeonato Português de Hóquei em Patins Feminino é disputado em Portugal desde 1991-92. A época de 2024–25 foi a 33ª edição do maior escalão de Hóquei em Patins Feminino.
O campeonato dividiu-se em três fases. Na primeira as 17 equipas jogaram em duas zonas, Norte (8 equipas) e Sul (9 equipas), tendo em conta a área geográfica da localização das mesmas. Na segunda fase, as primeiras 4 classificadas de cada zona, apuraram-se para a Fase Regular, e as equipas menos bem classificadas disputaram a Taça Nacional, que foi ganha pela Associação Académica de Coimbra.
Da Fase Regular as 4 primeiras classificadas apuraram-se para as meias-finais do playoff, disputado à melhor de 3 jogos.
O SL Benfica sagrou-se campeão pela 12ª vez consecutiva.

### 1ª Fase - Zona Norte
| Pos | Equipe               | Pts | J  | V  | E | D  | GP  | GC  | SG  | Classificação ou descenso |
| --- | -------------------- | --- | -- | -- | - | -- | --- | --- | --- | ------------------------- |
| 1   | AD Sanjoanense       | 39  | 14 | 13 | 0 | 1  | 100 | 20  | +80 | Fase Regular              |
| 2   | ACD Gulpilhares      | 37  | 14 | 12 | 1 | 1  | 88  | 30  | +58 | Fase Regular              |
| 3   | Escola Livre Azeméis | 23  | 14 | 7  | 2 | 5  | 69  | 42  | +27 | Fase Regular              |
| 4   | CENAP                | 18  | 14 | 5  | 3 | 6  | 40  | 33  | +7  | Fase Regular              |
| 5   | HC Maia              | 16  | 14 | 4  | 4 | 6  | 29  | 47  | −18 | Taça Nacional             |
| 6   | ACD Vila Boa Bispo   | 11  | 14 | 3  | 2 | 9  | 23  | 65  | −42 | Taça Nacional             |
| 7   | CH Carvalhos         | 9   | 14 | 3  | 0 | 11 | 28  | 65  | −37 | Taça Nacional             |
| 8   | C Infante Sagres     | 8   | 14 | 2  | 2 | 10 | 25  | 100 | −75 | Taça Nacional             |

### 1ª Fase - Zona Sul
| Pos | Equipe            | Pts | J  | V  | E | D  | GP  | GC  | SG   | Classificação ou descenso |
| --- | ----------------- | --- | -- | -- | - | -- | --- | --- | ---- | ------------------------- |
| 1   | SL Benfica        | 48  | 16 | 16 | 0 | 0  | 194 | 12  | +182 | Fase Regular              |
| 2   | HC Turquel        | 37  | 16 | 12 | 1 | 3  | 85  | 21  | +64  | Fase Regular              |
| 3   | Stuart Massamá    | 37  | 16 | 12 | 1 | 3  | 78  | 41  | +37  | Fase Regular              |
| 4   | APAC Tojal        | 30  | 16 | 10 | 0 | 6  | 93  | 57  | +36  | Fase Regular              |
| 5   | Académica Coimbra | 27  | 16 | 9  | 0 | 7  | 53  | 48  | +5   | Taça Nacional             |
| 6   | AE Física         | 15  | 16 | 5  | 0 | 11 | 39  | 83  | −44  | Taça Nacional             |
| 7   | Parede FC         | 11  | 16 | 3  | 2 | 11 | 38  | 104 | −66  | Taça Nacional             |
| 8   | Criar-T           | 5   | 16 | 1  | 2 | 13 | 15  | 105 | −90  | Taça Nacional             |
| 9   | AF Arazede        | 2   | 16 | 0  | 2 | 14 | 20  | 144 | −124 | Taça Nacional             |

### TAÇA NACIONAL
| Pos | Equipe             | Pts | J  | V  | E | D  | GP | GC | SG  | Classificação ou descenso |
| --- | ------------------ | --- | -- | -- | - | -- | -- | -- | --- | ------------------------- |
| 1   | Académica Coimbra  | 45  | 16 | 15 | 0 | 1  | 90 | 20 | +70 | Vencedor                  |
| 2   | AE Física          | 34  | 16 | 11 | 1 | 4  | 60 | 42 | +18 |                           |
| 3   | CH Carvalhos       | 26  | 16 | 8  | 2 | 6  | 41 | 35 | +6  |                           |
| 4   | HC Maia            | 25  | 16 | 8  | 1 | 7  | 42 | 32 | +10 |                           |
| 5   | Parede FC          | 21  | 16 | 7  | 0 | 9  | 50 | 60 | −10 |                           |
| 6   | C Infante Sagres   | 20  | 16 | 6  | 2 | 8  | 41 | 51 | −10 |                           |
| 7   | ACD Vila Boa Bispo | 19  | 16 | 5  | 4 | 7  | 34 | 58 | −24 |                           |
| 8   | Criar-T            | 13  | 16 | 4  | 1 | 11 | 35 | 50 | −15 |                           |
| 9   | AF Arazede         | 7   | 16 | 2  | 1 | 13 | 31 | 76 | −45 |                           |

### FASE REGULAR
| Pos | Equipe               | Pts | J  | V  | E | D  | GP | GC | SG  | Classificação ou descenso |
| --- | -------------------- | --- | -- | -- | - | -- | -- | -- | --- | ------------------------- |
| 1   | SL Benfica           | 42  | 14 | 14 | 0 | 0  | 87 | 9  | +78 | Playoff                   |
| 2   | HC Turquel           | 28  | 14 | 9  | 1 | 4  | 36 | 23 | +13 | Playoff                   |
| 3   | AD Sanjoanense       | 27  | 14 | 9  | 0 | 5  | 47 | 35 | +12 | Playoff                   |
| 4   | Escola Livre Azeméis | 25  | 14 | 8  | 1 | 5  | 38 | 34 | +4  | Playoff                   |
| 5   | APAC Tojal           | 15  | 14 | 5  | 0 | 9  | 39 | 55 | −16 |                           |
| 6   | Stuart Massamá       | 12  | 14 | 3  | 3 | 8  | 30 | 46 | −16 |                           |
| 7   | ACD Gulpilhares      | 11  | 14 | 3  | 2 | 9  | 37 | 71 | −34 |                           |
| 8   | CENAP                | 4   | 14 | 1  | 1 | 12 | 16 | 57 | −41 |                           |

## Playoff Campeão
|  | Meias Finais   | Meias Finais   | Meias Finais | Meias Finais | Meias Finais |  |            | Final      | Final | Final | Final | Final |
|  |                |                |              |              |              |  |            |            |       |       |       |       |
|  | SL Benfica     | SL Benfica     | 5            | 14           |              |  |            |            |       |       |       |       |
|  | EL Azeméis     | EL Azeméis     | 0            | 1            |              |  |            |            |       |       |       |       |
|  |                |                |              |              |              |  | SL Benfica | SL Benfica | 2     | 2     |       |       |
|  |                | HC Turquel     | HC Turquel   | 1            | 0            |  |            |            |       |       |       |       |
|  | AD Sanjoanense | AD Sanjoanense | 2            | 2            |              |  |            |            |       |       |       |       |
|  | HC Turquel     | HC Turquel     | 3            | 3*           |              |  |            |            |       |       |       |       |

## Campeão
| Campeonato Português Feminino de Hóquei em Patins 2024–25 |
| --------------------------------------------------------- |
| SL Benfica 12.º título                                    |

1. ↑  https://www.abola.pt/modalidades/noticias/benfica-campeao-de-hoquei-feminino-pela-12a-vez-seguida-2025062821472444413
2. ↑  https://sportinforma.sapo.pt/modalidades/hoquei/artigos/benfica-sagra-se-campeao-nacional-feminino-de-hoquei-em-patins-pela-12-a-vez-consecutiva
3. ↑  https://www.noticiasaominuto.com/desporto/2813241/e-vao-12-benfica-derrota-turquel-e-conquista-titulo-feminino-de-hoquei
4. ↑  https://www.hoqueipatins.pt/liga/nacional-feminino-zona-norte
5. ↑  https://www.hoqueipatins.pt/liga/nacional-feminino-zona-norte
6. ↑  https://www.hoqueipatins.pt/liga/feminino-prova-2-taca-nacional/
7. ↑  https://www.hoqueipatins.pt/liga/feminino-prova-2-fase-regular/
8. ↑  https://www.hoqueipatins.pt/liga/feminino-playoff/